# 22A busz (Budapest)
A budapesti 22A jelzésű autóbusz a Széll Kálmán tér és Budakeszi, Dózsa György tér között közlekedik. A vonal érinti többek között a Szent János Kórházat, a Szépilona kocsiszínt, a Gyermekvasutat, az Országos Korányi Intézetet és Budakeszi városházát. A vonalat 2014. július 15-étől a Volánbusz, 2025-től a MÁV Személyszállítási Zrt. üzemelteti.
Éjszaka a járat útvonalán a 922-es busz jár, megáll a Nagyajtai utcánál és Budakeszi felé érinti a Honfoglalás sétányt is.

## Története
1932. július 14-én új járatot indított a BART Budakeszire 22A jelzéssel Szépilona és Budakeszi, községháza között. Megszűnésének időpontja ismeretlen.
2012. december 10-én a 22-es busz útvonalát Budakeszi, Tesco-Parkcenterig hosszabbították, korábbi útvonalán (Széll Kálmán tér – Budakeszi, Dózsa György tér) betétjárata indult 22A jelzéssel.
2019. május 13-ától egyes indulásai csak a Szanatórium utca (Vadaspark) megállóig közlekedik, ahonnan 188E jelzéssel, Kelenföld vasútállomásig halad tovább.
2021. augusztus 14-étől a 22-es buszcsalád járataira hétvégente és ünnepnapokon kizárólag az első ajtón lehet felszállni, ahol a járművezető ellenőrzi az utazási jogosultságot.

## Járművek
2014. július 15-étől a vonalat a Volánbusz üzemelteti MAN Lion’s City járművekkel.

## Útvonala
| Budakeszi, Dózsa György tér felé                                                                                       |
| Széll Kálmán tér M vá. – Szilágyi Erzsébet fasor – Budakeszi út – Budakeszi, Fő utca – Budakeszi, Dózsa György tér vá. |
| Széll Kálmán tér felé                                                                                                  |
| Budakeszi, Dózsa György tér vá. – Fő utca – Budapest, Budakeszi út – Szilágyi Erzsébet fasor – Széll Kálmán tér M vá.  |

## Megállóhelyei
Az átszállási kapcsolatok között az azonos, de hosszabb útvonalon közlekedő 22-es busz nincs feltüntetve.
| 0                                       | 0                                      | Széll Kálmán tér M végállomás                  | 23                                                                   | 4, 6, 17, 56, 56A, 59, 59A, 59B, 61 5, 16, 16A, 21, 21A, 39, 91, 102, 116, 128, 129, 139, 140, 140A, 149, 155, 156, 221, 222 781, 782, 783, 784, 785, 786, 787, 789, 791, 793, 794, 795 | Autóbusz-állomás, Metróállomás, Volánbusz-állomás, Mammut bevásárlóközpont |
| 2                                       | 2                                      | Városmajor                                     | 20                                                                   | 5, 91, 155, 156, 222 56, 56A, 59, 59B, 60, 61 | Fogaskerekű-állomás                                                        |
| 3                                       | 3                                      | Szent János Kórház                             | 19                                                                   | 91, 128, 129, 155, 156, 222 56, 56A, 59, 59B, 60, 61 781, 782, 783, 784, 785, 786, 787, 789, 791, 793, 794, 795                                                                         | Szent János Kórház                                                         |
| 5                                       | 5                                      | Budagyöngye                                    | 16                                                                   | 129, 222, 291 56, 56A, 59B, 61 781, 782, 783, 784, 785, 786, 787, 789, 791, 793, 794, 795                                                                                               |                                                                            |
| 6                                       | 6                                      | Szépilona                                      | 15                                                                   | 222, 291 | Szépilona kocsiszín                                                        |
| 7                                       | 7                                      | Kuruclesi út                                   | 14                                                                   | 222, 291 781, 782, 783, 784, 785, 786, 787, 789, 791, 793, 794, 795 |                                                                            |
| 8                                       | 8                                      | Labanc út                                      | 13                                                                   | 222 |                                                                            |
| 9                                       | 9                                      | Bíróság                                        | 12                                                                   | 222 | Bíróság                                                                    |
| 10                                      | 10                                     | Vízművek                                       | 11                                                                   | 222 781, 782, 783, 784, 785, 786, 787, 789, 791, 793, 794, 795 | Vízművek                                                                   |
| 11                                      | 11                                     | Dénes utca                                     | 10                                                                   | 222 781, 782, 783, 784, 785, 786, 787, 789, 791, 793, 794, 795 |                                                                            |
| 12                                      | 12                                     | Bölcsőde                                       | 9                                                                    | 222 | Bölcsőde, Óvoda                                                            |
| 13                                      | 13                                     | Irén utca                                      | 9                                                                    | 222 | Információs Hivatal                                                        |
| 14                                      | 14                                     | Szépjuhászné, Gyermekvasút                     | 8                                                                    | 222 781, 782, 783, 784, 785, 786, 787, 789, 791, 793, 794, 795 Gyermekvasút | Gyermekvasút-állomás                                                       |
| 15                                      | 15                                     | Laktanya                                       | 7                                                                    | 222 795 | Laktanya                                                                   |
| 17                                      | 17                                     | Országos Korányi Intézet                       | 6                                                                    | 222 781, 782, 783, 784, 785, 786, 787, 789, 791, 793, 794, 795 | Országos Korányi TBC és Pulmonológiai Intézet                              |
| 18                                      | 18                                     | Szanatórium utca (Vadaspark) érkező végállomás | 5                                                                    | 188E, 222 781, 782, 783, 784, 785, 786, 787, 789, 791, 793, 794, 795 | Vadaspark                                                                  |
| Budapest–Budakeszi közigazgatási határa |                                        |                                                |                                                                      | |                                                                            |
|                                         | 19                                     | Erkel Ferenc utca                              | 3                                                                    | 188E, 222 781, 782, 783, 784, 785, 786, 787, 789, 791, 793, 794, 795 |                                                                            |
| 20                                      | Gyógyszertár                           | 2                                              | 188E, 222 781, 782, 783, 784, 785, 786, 787, 789, 791, 793, 794, 795 | Budakeszi gyógyszertár, Bölcsőde |                                                                            |
| 21                                      | Budakeszi, városháza                   | 1                                              | 188, 188E 781, 782, 783, 784, 785, 786, 787, 789, 791                | Budakeszi városháza, Okmányiroda |                                                                            |
| 22                                      | Erdő utca                              | 0                                              | 188, 188E                                                            | |                                                                            |
| ∫                                       | Dózsa György tér                       | 0                                              | 188, 188E 781, 782, 783, 784, 785, 786, 787, 789, 791                | |                                                                            |
| 23                                      | Budakeszi, Dózsa György tér végállomás | 0                                              | 188, 188E 781, 782, 783, 784, 785, 786, 787, 789, 791                | |                                                                            |